# Xie Zhenye
Xie Zhenye (en chino: 谢震业, Anji, 17 de agosto de 1993) es un deportista chino que compite en atletismo, especialista en las carreras de relevos.
Participó en tres Juegos Olímpicos de Verano, entre los años 2012 y 2020, obteniendo una medalla de bronce en Tokio 2020, en la prueba de 4 × 100 m. Ganó una medalla de plata en el Campeonato Mundial de Atletismo de 2015, en la misma prueba.

## Palmarés internacional
| Juegos Olímpicos   | Juegos Olímpicos | Juegos Olímpicos  | Juegos Olímpicos |
| Año                | Lugar            | Medalla           | Prueba           |
| ------------------ | ---------------- | ----------------- | ---------------- |
| 2020               | Tokio (Japón)    | Medalla de bronce | 4 × 100 m        |
| Campeonato Mundial |                  |                   |                  |
| Año                | Lugar            | Medalla           | Prueba           |
| 2015               | Pekín (China)    | Medalla de plata  | 4 × 100 m        |